# Герб голландської Бразилії
Герб Нової Голландії (голландська Бразилія), отриманий в результаті об'єднання чотирьох гербів головних нідерландських домініонів у північно-східній Бразилії: перша чверть представляє Пернамбуку; друга чверть, праворуч, Ітамараку; внизу, ліворуч, Параїба і, нарешті, Ріу-Гранді-ду-Норті.

## Галерея

Герб капітанства Пернамбуку
Герб капітанства Ітамарака
Герб капітанства Параїба
Герб капітанства Ріо-Гранде
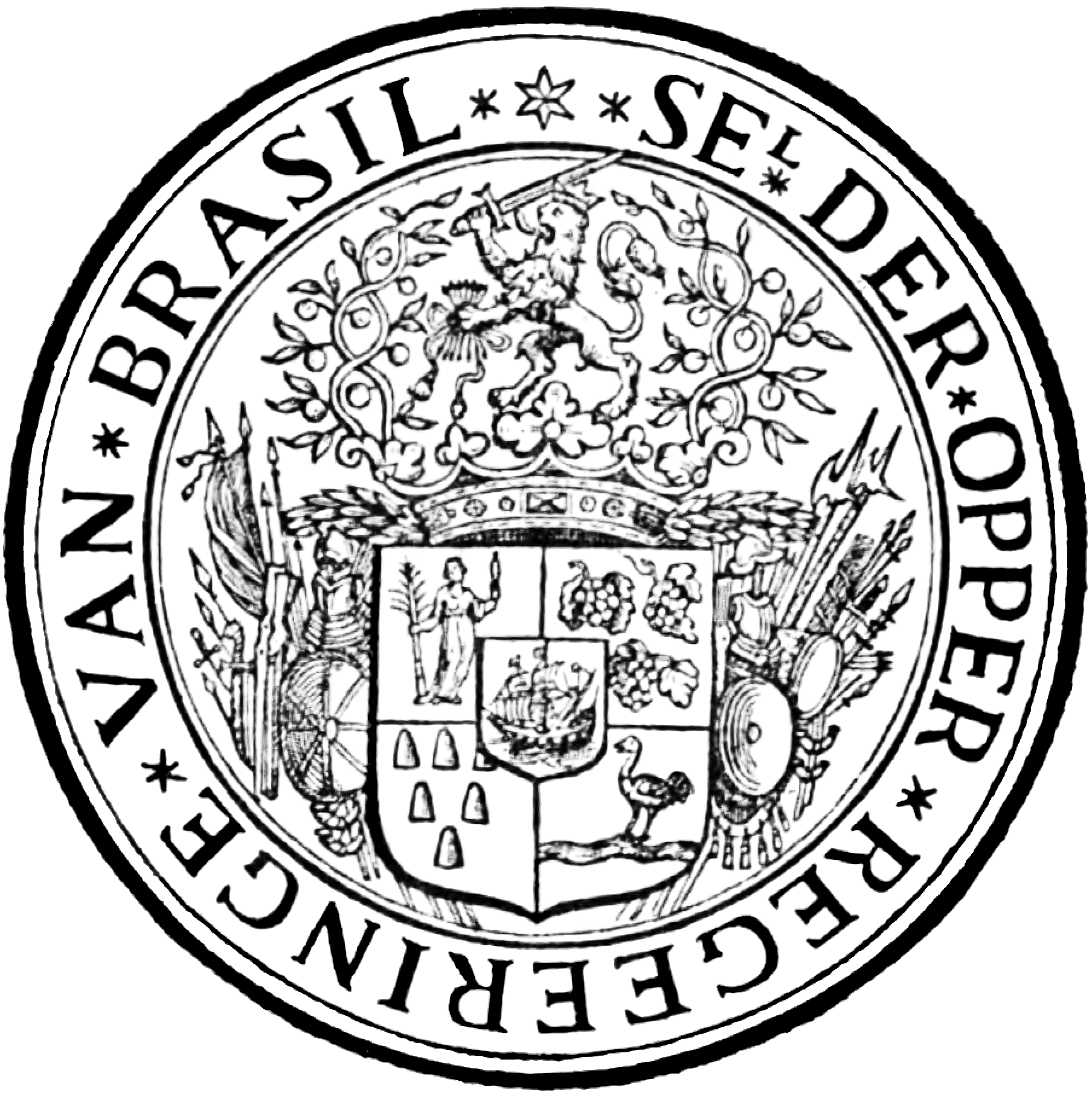
Печатка голландської Бразилії
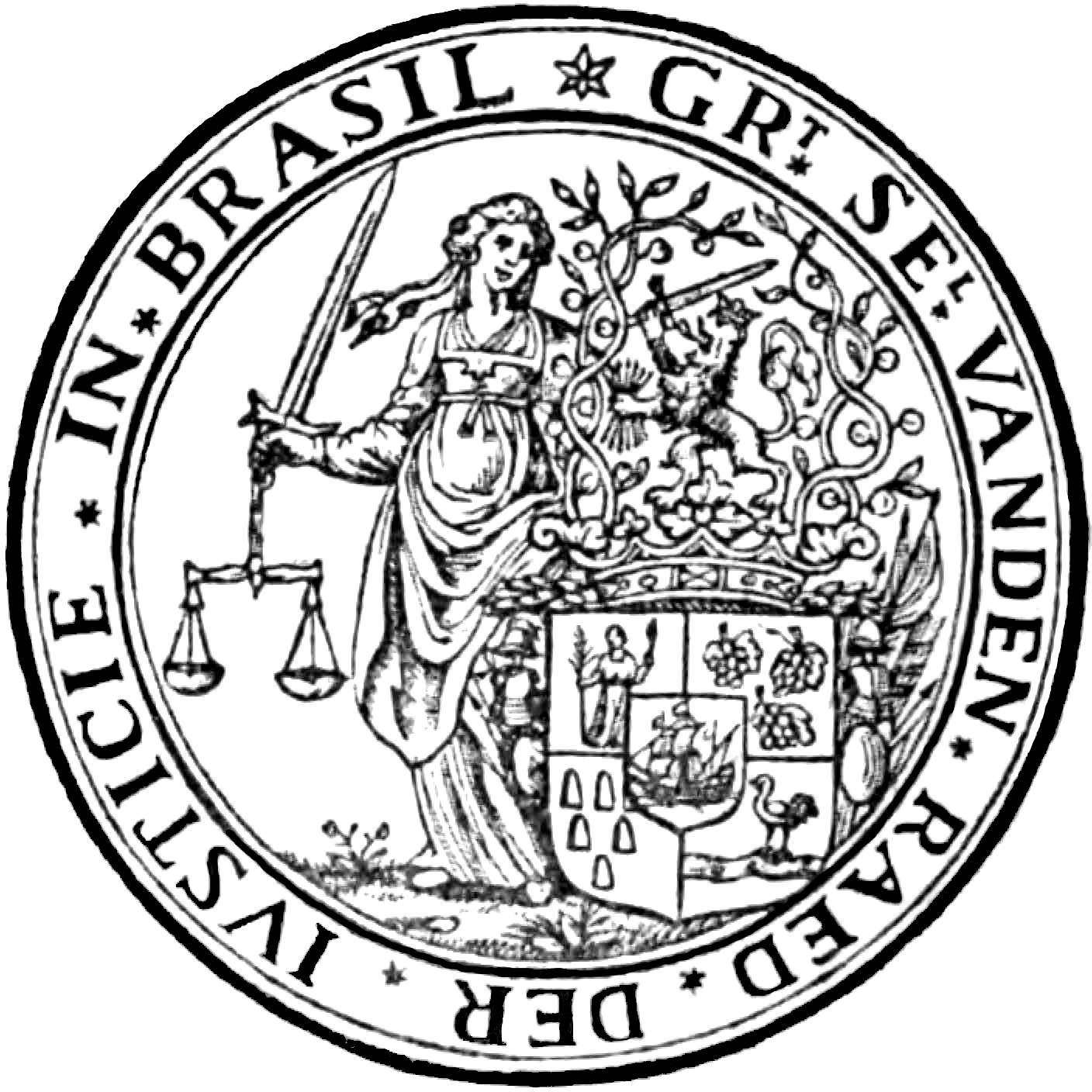
Велика печатка Ради юстиції Бразилії (1650)